# Srinivasa Ramanujan
Srinivasa Aiyangar Ramanujan (tamil: ஸ்ரீனிவாஸ ஐயங்கார் ராமானுஜன்; IPA: [sriːniʋaːsa ajːaŋɡar ɾaːmaːnud͡ʑan]; Erode, 22 dicembre 1887 – Kumbakonam, 26 aprile 1920) è stato un matematico indiano.
Bambino prodigio, imparò la matematica in gran parte da autodidatta. Lavorò principalmente sulla teoria analitica dei numeri ed è noto per molte formule di sommatorie che coinvolgono costanti come π, numeri primi e la funzione di partizione. Frequentemente le sue formule furono enunciate senza dimostrazione e solo in seguito si rivelarono corrette. I suoi risultati hanno ispirato un gran numero di ricerche matematiche successive.
Nel 1997 fu lanciato il Ramanujan Journal per la pubblicazione di lavori "in aree della matematica influenzate da Ramanujan". Esiste inoltre un progetto scientifico, The Ramanujan Machine, che continua, attraverso algoritmi computerizzati, le ricerche nei campi matematici affrontati da Ramanujan: da questa ricerca è nato anche un progetto di calcolo distribuito su piattaforma BOINC a cui tutti possono partecipare.

## Biografia

### Infanzia e gioventù
Ramanujan era un indiano tamil nato a Erode nel Tamil Nadu. All'età di 10 anni si iscrisse alla scuola superiore di Kumbakonam e lì entrò in contatto per la prima volta con i formalismi matematici. A 11 anni eguagliava in conoscenza matematica gli inquilini della sua casa, entrambi studenti al Government College, ed ebbe in prestito libri di trigonometria avanzata, che due anni più tardi già padroneggiava. A 14 anni il suo genio iniziò a manifestarsi: non solo ottenne certificati di merito e premi accademici in tutti gli anni scolastici, ma aiutò la sua scuola nella logistica necessaria ad assegnare i 1 200 studenti (ognuno con le proprie esigenze) ai trentacinque insegnanti; completò gli esami nella metà del tempo, mostrando familiarità anche con le serie infinite.
All'età di 15 anni un amico gli prestò il libro A Synopsis of Pure Mathematics di George S. Carr; dopo un mese lo restituì, avendo appreso in ogni dettaglio il suo contenuto di 915 pagine. Ramanujan dichiarò più tardi che il libro fu determinante per la sua formazione matematica. I compagni dell'epoca commentarono in seguito "Noi e gli insegnanti raramente lo comprendevamo" e "lo guardavamo con rispettosa ammirazione". Tuttavia Ramanujan non si concentrò sulle altre materie e non superò gli esami della scuola superiore. Era ancora povero, quasi in miseria.

### Vita in India
Una volta sposato, dovette cercare un lavoro. Con la raccolta dei suoi calcoli matematici, si spostò nella città di Chennai alla ricerca di un lavoro da impiegato. Alla fine trovò un'occupazione e un inglese gli consigliò di contattare i ricercatori di Cambridge. Mentre era impiegato alla Ragioneria di Stato, Ramanujan cercò di ottenere i riconoscimenti che sperava gli avrebbero consentito di concentrarsi sullo studio della matematica. Sollecitò tenacemente l'aiuto di mecenati locali, e pubblicò molti articoli nei giornali matematici indiani, ma non riuscì a ottenere una sponsorizzazione. Durante questo periodo Sir Ashutosh Mukherjee cercò di sostenere la sua causa.
Vista fallire la ricerca di sostegno finanziario, e con studi e risultati che nessuno in India poteva comprendere, nel 1913 mandò una lettera a tre professori di Cambridge: H. F. Baker, E. W. Hobson e G. H. Hardy, includendovi una lunga lista di teoremi di una complessità mai vista, che si dichiarò in grado di dimostrare. Solo Hardy, membro del Trinity College di Cambridge in Inghilterra, notò la genialità dei teoremi di Ramanujan. Gli altri due invece non diedero nemmeno una risposta.
Hardy, assieme al collega Littlewood, analizzò la missiva, e commentò che dei teoremi nella lettera, scoperti e dichiarati come risolti da un matematico indiano senza formazione accademica, "neppure uno avrebbe potuto essere inserito nell'esame matematico più avanzato del mondo". Benché Hardy all'epoca fosse il più eminente matematico inglese, esperto in alcuni dei campi trattati da Ramanujan, aggiunse che molti "mi lasciarono stupito; non avevo mai visto niente che gli si avvicinasse."
Come esempio di uno dei suoi risultati, Ramanujan fornì la frazione continua,
{\displaystyle {\sqrt {\phi +2}}-\phi ={\cfrac {e^{-2\pi /5}}{1+{\cfrac {e^{-2\pi }}{1+{\cfrac {e^{-4\pi }}{1+{\cfrac {e^{-6\pi }}{1+\,\cdots }}}}}}}}=0{,}2840...}
fra le altre, dove {\displaystyle \phi =(1+{\sqrt {5}})/2} è la sezione aurea.
Si tratta di un esempio notevole di frazione continua di un irrazionale quadratico.
I numeri irrazionali φ, π e {\displaystyle {\sqrt {2}}} hanno a loro volta uno o più sviluppi in frazione continua.

### Vita in Inghilterra
Hardy rispose richiedendo le dimostrazioni di alcuni dei risultati citati nella lettera e organizzò l'arrivo di Ramanujan in Inghilterra. Essendo un brahmano ortodosso, Ramanujan consultò dati astrologici per il suo viaggio, per timore di perdere la sua casta andando a vivere in terre lontane. La madre sognò che la dea protettrice della sua famiglia le diceva di non opporsi al viaggio del figlio, e così lo lasciò andare. Il figlio cercò comunque di mantenere uno stile di vita braminico.
Ne seguì una collaborazione fruttuosa, che Hardy descrisse come "l'unico episodio romantico della mia vita". Hardy disse delle formule di Ramanujan, alcune delle quali non era in grado di capire, che "un singolo sguardo era sufficiente a mostrare che potevano solo essere state scritte da un matematico di altissima classe". "Devono essere vere, perché se non lo fossero state nessuno avrebbe avuto l'immaginazione per inventarle." Intervistato da Paul Erdős, Hardy dichiarò che il suo più grande contributo alla matematica è stato la scoperta di Ramanujan, e paragonò Ramanujan ai giganti della matematica come Eulero e Jacobi in termini di genio. Ramanujan fu in seguito nominato membro del Trinity e ricevette, massima onorificenza nella scienza, la nomina a membro della Royal Society.

### Malattia e ritorno in India
Tormentato da problemi di salute per tutta la vita, lontano da casa, e ossessivamente preso dai suoi studi, Ramanujan vide le sue condizioni fisiche peggiorare ulteriormente, forse aggravate dallo stress: gli furono diagnosticate tubercolosi e una grave carenza di vitamine, ma un'analisi del 1994 dei registri medici e dei sintomi di Ramanujan da parte del dott. D.A.B. Young concluse che molto probabilmente soffriva di amebiasi epatica, un'infezione parassitaria, poiché Ramanujan aveva passato molto tempo a Madras, una città costiera dove l'amebiasi era diffusa. Era un'infezione difficile da diagnosticare ma, se diagnosticata, già allora sarebbe stato facile curarla. Ritornò in India nel 1919 e morì poco dopo a Kumbakonam, lasciando come ultimo dono la sua funzione theta di Ramanujan. Sua moglie S. Janaki Ammal visse fuori da Chennai (un tempo Madras) fino alla morte nel 1994. Janaki aveva dieci anni quando si erano sposati, una pratica comune in India.

### Vita spirituale
Ramanujan visse come un brahmano Tamil per tutta la sua vita. Le opinioni sulla sua reale fede discordano: il suo primo biografo indiano lo descrisse come un ortodosso rigoroso, mentre G. H. Hardy (un ateo militante) lo riteneva essenzialmente un agnostico.
Hardy riferì un'affermazione di Ramanujan: tutte le religioni sono corrette. La biografia di Kanigel dichiara che probabilmente Ramanujan non aveva mostrato il suo lato religioso a Hardy; d'altra parte Kanigel dipinge un'immagine generalmente negativa di Hardy.

Ramanujan credeva nella Dea della sua famiglia, Namagiri. Durante i riti compiuti da Ramanujan in suo onore, la Dea gli appariva, mostrandogli la lingua, su cui erano letteralmente scritte le soluzioni di complessi problemi matematici. Ramanujan ripeteva spesso: 

## Risultati matematici
In matematica si distingue tra l'avere un'intuizione e avere una dimostrazione. Il talento di Ramanujan ha suggerito una pletora di formule che sono state in seguito esaminate a fondo. Di conseguenza, si aprirono nuove direzioni di ricerca. Esempi di queste formule erano interessanti serie infinite per π, una delle quali è data da
{\displaystyle {\frac {1}{\pi }}={\frac {2{\sqrt {2}}}{9801}}\sum _{n=0}^{\infty }{\frac {(4n)!(1103+26390n)}{(n!)^{4}396^{4n}}}}
collegata al fatto che,
{\displaystyle e^{\pi {\sqrt {58}}}=396^{4}-104{,}00000017...}
Hardy scrisse di Ramanujan:
«I limiti della sua conoscenza erano sorprendenti come la sua profondità. Era un uomo capace di risolvere equazioni modulari e teoremi... in modi mai visti prima, la cui padronanza delle frazioni continue era... superiore a quella di ogni altro matematico del mondo, che ha trovato da solo l'equazione funzionale della funzione zeta e i termini più importanti di molti dei più famosi problemi nella teoria analitica dei numeri; e tuttavia non aveva mai sentito parlare di una funzione doppiamente periodica o del teorema di Cauchy, e aveva una vaga idea di cosa fosse una funzione a variabili complesse...»

### Teoremi e scoperte
Alcune delle scoperte di Ramanujan, e i risultati ottenuti in collaborazione con Hardy:
- proprietà dei numeri altamente composti;
- un'espressione asintotica per la funzione di partizione;
- funzione theta di Ramanujan.

Ha compiuto notevoli progressi e scoperte nelle aree relative a:
- funzioni gamma;
- forme modulari;
- serie divergenti;
- serie ipergeometriche;
- teoria dei numeri primi.

Si dice che le sue scoperte fossero particolarmente ricche: in molte di esse c'era molto più di quanto si vedesse inizialmente.

### La congettura di Ramanujan e il suo ruolo
Benché esistano numerose affermazioni che possono portare il nome di congettura di Ramanujan, ne esiste una particolarmente influente sui lavori successivi. Questa congettura di Ramanujan è un'asserzione sulla dimensione dei coefficienti della funzione tau, una tipica forma cuspidale nella teoria delle forme modulari. È stata alla fine dimostrata come conseguenza della dimostrazione della congettura di Weil alcuni decenni dopo la sua formulazione.

### I quaderni di Ramanujan
Quando era ancora in India, Ramanujan aveva scritto molti risultati su tre quaderni. I risultati erano presentati senza calcoli, ciò probabilmente è all'origine della diceria che Ramanujan non fosse in grado di dimostrare le proprie congetture e che, semplicemente, concepisse direttamente il risultato finale.
Secondo Berndt, nella sua recensione dei quaderni e del lavoro di Ramanujan, questi quasi certamente era in grado di dimostrare molti risultati, ma scelse di non farlo. Sempre secondo Berndt, questo modo di lavorare può essere dovuto a diverse ragioni: dal momento che all'epoca la carta era costosa, Ramanujan, come molti altri studenti indiani, deve aver svolto la maggior parte del suo lavoro, e forse anche delle sue dimostrazioni, su una lavagna per poi trasferire su carta solo i risultati; è probabile che Ramanujan sia stato influenzato dallo stile di uno dei libri da cui aveva imparato molta della matematica avanzata, Compendio di Matematica Pura e Applicata di G. S. Carr, usato da Carr nel suo insegnamento; i quaderni non erano destinati alla pubblicazione, è quindi possibile che fossero soltanto la personale annotazione di ciò che Ramanujan stesso aveva scoperto.
Il primo quaderno conteneva 351 pagine con 16 capitoli e materiale disorganizzato. Il secondo quaderno aveva 256 pagine in 21 capitoli e altre 100 pagine disorganizzate, e il terzo aveva 33 pagine disorganizzate. I risultati dei suoi quaderni hanno ispirato molti articoli di matematica nel tentativo di dimostrarli. Lo stesso Hardy produsse articoli esplorando materiale proveniente dal lavoro di Ramanujan, così come G. N. Watson, B. M. Wilson, e Bruce Berndt.

## Riconoscimenti
Lo Stato natale di Ramanujan, il Tamil Nadu, celebra il 22 dicembre (compleanno di Ramanujan) come 'Giorno di Stato dell'IT', commemorando sia l'uomo sia i suoi risultati. Gli è stato dedicato un asteroide, 4130 Ramanujan.

## Ramanujan nella cultura di massa
- Ci sono due film sulla sua vita: 
  - Ramanujan, film di produzione indiana del 2014, regia di Gnana Rajasekaran,
  - L'uomo che vide l'infinito (The Man Who Knew Infinity), film del 2015, regia di Matt Brown.
- Ramanujan è citato anche nel film del 1997 Will Hunting - Genio ribelle, regia di Gus Van Sant.
- La serie televisiva statunitense Numb3rs, incentrata sull'applicazione della matematica alla risoluzione di casi criminosi, presenta tra i personaggi principali una ragazza di nome Amita Ramanujan, di professione appunto matematica, il cui cognome è un esplicito omaggio al matematico indiano.
- Nella serie animata Futurama appare spesso il numero 1729, famoso per essere definito il numero di Hardy-Ramanujan.
- Nella serie a fumetti Martin Mystère, della Sergio Bonelli Editore, l'albo n. 230 del maggio 2001, intitolato La formula di Ramanujan è interamente incentrato sulla vita e sull'opera del matematico indiano.
- La storia di Ramanujan fu utilizzata dallo scrittore David Leavitt nel suo romanzo Il matematico indiano.
- È il protagonista della pièce A Disappearing Number, vincitrice del Laurence Olivier Award a Londra.
- Ramanujan compare come personaggio secondario nel libro Zio Petros e la congettura di Goldbach di Apostolos Dioxiadis, e si dice di lui che «aveva la stessa stoffa di Archimede, Newton e Gauss - e forse anche superiore.»
- Il pezzo di apertura di Bios, il disco sulla matematica degli Eterea Post Bong Band, si chiama The rise of Ramanujan.[6]